# Microdon
Microdon es un género con 14 especies de plantas de flores perteneciente a la familia Scrophulariaceae. 

## Especies seleccionadas
- Microdon bosciaefolius
- Microdon bracteatus
- Microdon capitatus
- Microdon cylindricus
- Microdon dubius

- Datos: Q115924
- Especies: Microdon (Scrophulariaceae)